# Stethorus yunnanensis
Stethorus yunnanensis is een keversoort uit de familie lieveheersbeestjes (Coccinellidae). De wetenschappelijke naam van de soort is voor het eerst geldig gepubliceerd in 1982 door Pang.